# 卢修斯·卡尔普尔尼乌斯·皮索·凯索尼努斯
卢修斯·卡尔普尔尼乌斯·皮索·凯索尼努斯（英語：Lucius Calpurnius Piso Caesoninus (consul 58 BC)，?—?），公元前1世纪人。他的女儿是卡尔普尔尼亚（嫁予尤利乌斯·凯撒），作为公元前58年执政官，他拒绝支持西塞罗反对克罗狄乌斯。卸任后，他被任命为马其顿总督，但其行政任职遭到西塞罗的指责。凯撒死后他试图阻止内战，但不久去世。他信奉伊壁鸠鲁学说。